# Eugène Auguste de Caffarelli
Pour les articles homonymes, voir Caffarelli.
Eugène-Auguste, 2e comte de Caffarelli (Milan, 31 décembre 1806 - Paris, 18 juin 1878), est un haut fonctionnaire et homme politique français du XIXe siècle.

## Biographie
Eugène-Auguste de Caffarelli est le fils du général Auguste Caffarelli, général d'Empire et pair de France ainsi que le neveu de Joseph Caffarelli, pair de France pendant les Cent-Jours.
Licencié en droit, Eugène-Auguste participe aux Trois Glorieuses dans la garde nationale, puis est nommé, en juillet 1832, auditeur au Conseil d'État. Il devient maître des requêtes au mois d'août 1837.
Ses « attaches bonapartistes » le font désigner, aussitôt après l'élection présidentielle du 10 décembre 1848, pour le poste de préfet d'Ille-et-Vilaine  qu'il conserve jusqu'au 9 mars 1851. Nommé, le 7 mars précédent, préfet de la Haute-Marne, il donne presque aussitôt sa démission (12 mars) et se retire dans son château de Leschelle, dans l'Aisne.
Le comte Caffarelli entre au Corps législatif le 29 février 1852, comme l'élu de la 2e circonscription d'Ille-et-Vilaine. Il y est membre de la commission du contingent dès la première session et prend part au rétablissement de l'Empire.
Résidant toujours dans l'Aisne, il devient membre du conseil général de ce département pour le canton de La Capelle, en 1854 ; ce qui ne l'empêche pas, comme candidat officiel du gouvernement auquel il ne cesse de donner l'appui de ses votes, d'être réélu successivement député d'Ille-et-Vilaine le 21 juin 1857, et le 4 juin 1863.
Il soutient le pouvoir temporel du pape, est nommé rapporteur du projet de loi sur les douanes en 1866 et participe activement aux commissions parlementaires d'intérêt local.
Il ne se représente pas aux élections de 1869 et se contente de siéger au conseil général de l'Aisne jusqu'à sa mort.
Il est officier de la Légion d'honneur.

## Titre
- 2e Comte Caffarelli (à la mort de son père : 1849) :
  - Transmission des dotations majorataires conférées par décrets des 23 septembre 1807 et 15 août 1810 à Auguste Caffarelli, confirmée en faveur de son fils unique, Eugène-Auguste Caffarelli, par arrêté ministériel du 4 décembre 1849[10].
  - Transmission du titre de comte héréditaire confirmée en faveur de l'« aîné en primogéniture », Jean Caffarelli, par arrêté ministériel du 14 mars 1879[10] ;

## Distinctions
- Officier de la Légion d'honneur (30 août 1869)[1]
  -  Chevalier de la Légion d'honneur (décembre 1849)[11]

## Ascendance et postérité
Du nom de Caffarelli du Falga, que son père et cinq de ses oncles avaient fait honorablement connaître, Eugène Auguste était le seul héritier.
Il est l'unique fils (mais a deux sœurs) d'Auguste Caffarelli et de Julienne Blanche Louise d'Hervilly (vers 1784/1785 - 1854), fille du comte d'Hervilly. 
Eugène Auguste épouse, (1°) en 1834, Marie Le Clerc de Juigné (1815 - 19 janvier 1835), fille de Victor Le Clerc (1783-1871), comte de Juigné, préfet et de Nathalie Grimoard de Beauvoir du Roure de Beaumont (1786-1858).

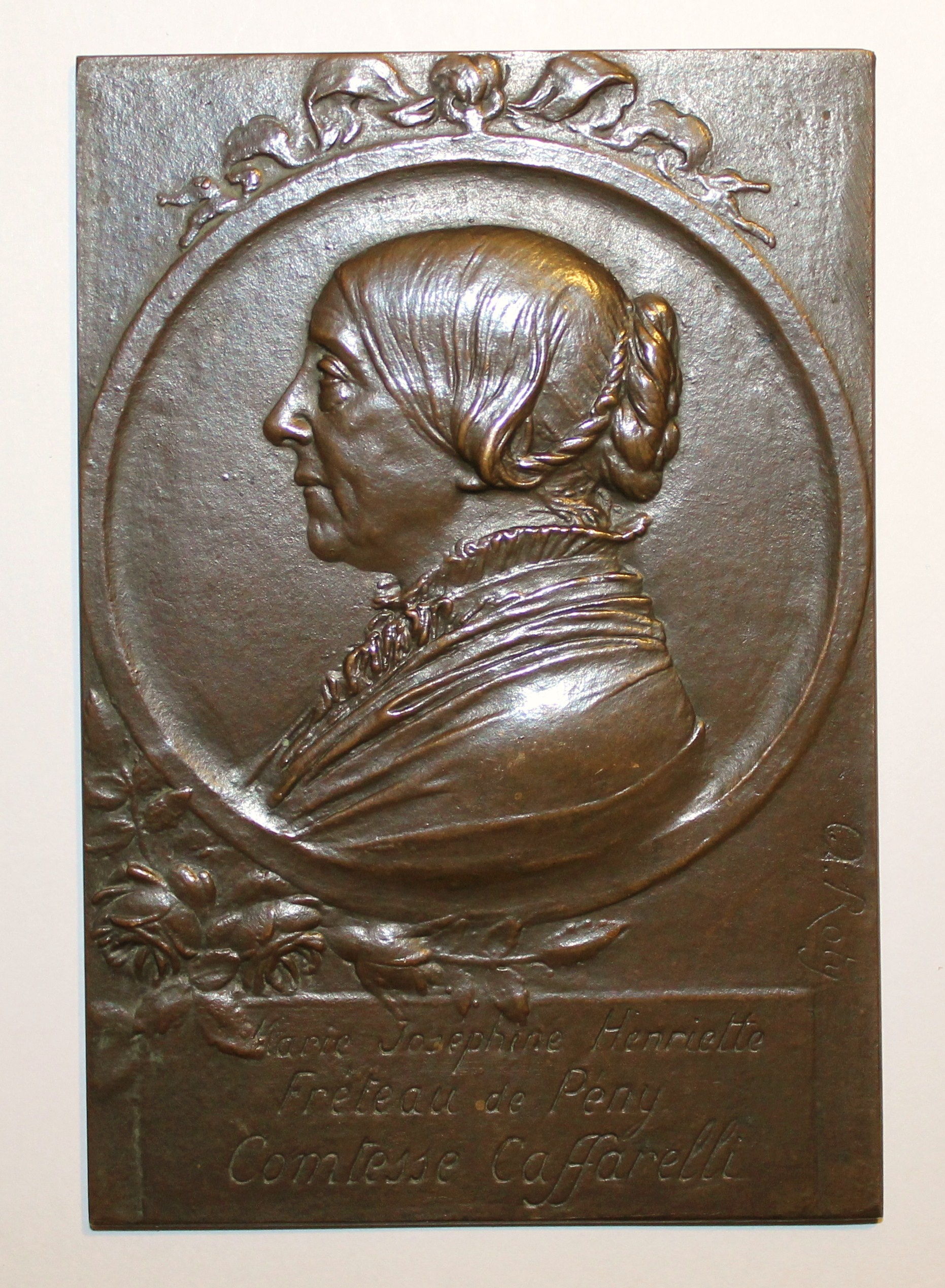
Henriette Fréteau de Pény, Comtesse Caffarelli, médaille signée O. Roty

- Veuf, il se remarie, (2°) en mai 1838 avec Henriette (1815-1891), fille d'Emmanuel Jean-Baptiste Fréteau, baron de Pény (1775-1855), avocat à la cour de cassation et pair de France et petite-fille de Fréteau de Saint Just (guillotiné en 1794). De ces deux unions, il a :
  - (1°) Mathilde (née en 1835), mariée en 1860 avec Sylvain Jacquinot de Presle (1827-1916), agriculteur, maire de Cherveix, dont postérité ;
  - (2°) Auguste (1839-1859), « comte » de Caffarelli ;
  - (2°) Jeanne (1844-1845) ;
  - (2°) Marie (née en 1846), mariée, le 24 septembre 1872, avec Michel, comte de Saint-Angel (1840-1925), dont postérité ;
  - (2°) Joseph Louis Maximilien (Leschelles, 22 septembre 1848 - 2 juillet 1875), sous-lieutenant au 8e hussards, chevalier de la Légion d'honneur[12] ;
  - (2°) Thérèse (1850-1912) ;
  - (2°) Joseph (1852-1878), « comte » de Caffarelli
  - (2°) Jean Caffarelli (Leschelles (Aisne), 9 janvier 1855 - Leschelles, 23 décembre 1911), 3e comte de Caffarelli, officier, maire de Leschelles, député de l'Aisne, marié, le 22 janvier 1888 à Reims, avec Lucie Kunkelman (1863-1948)